# Świerk serbski
Świerk serbski (Picea omorika (Pančić) Purk.) – gatunek drzewa z rodziny sosnowatych (Pinaceae). Świerk serbski jest gatunkiem endemicznym charakterystycznym dla górskich terenów zachodniej Serbii i wschodniej Bośni, rośnie na małym obszarze w środkowym biegu Driny w okolicach Sarajewa. Drzewo odkrył w 1875 roku w górach Tara serbski botanik Josif Pančić.

## Morfologia

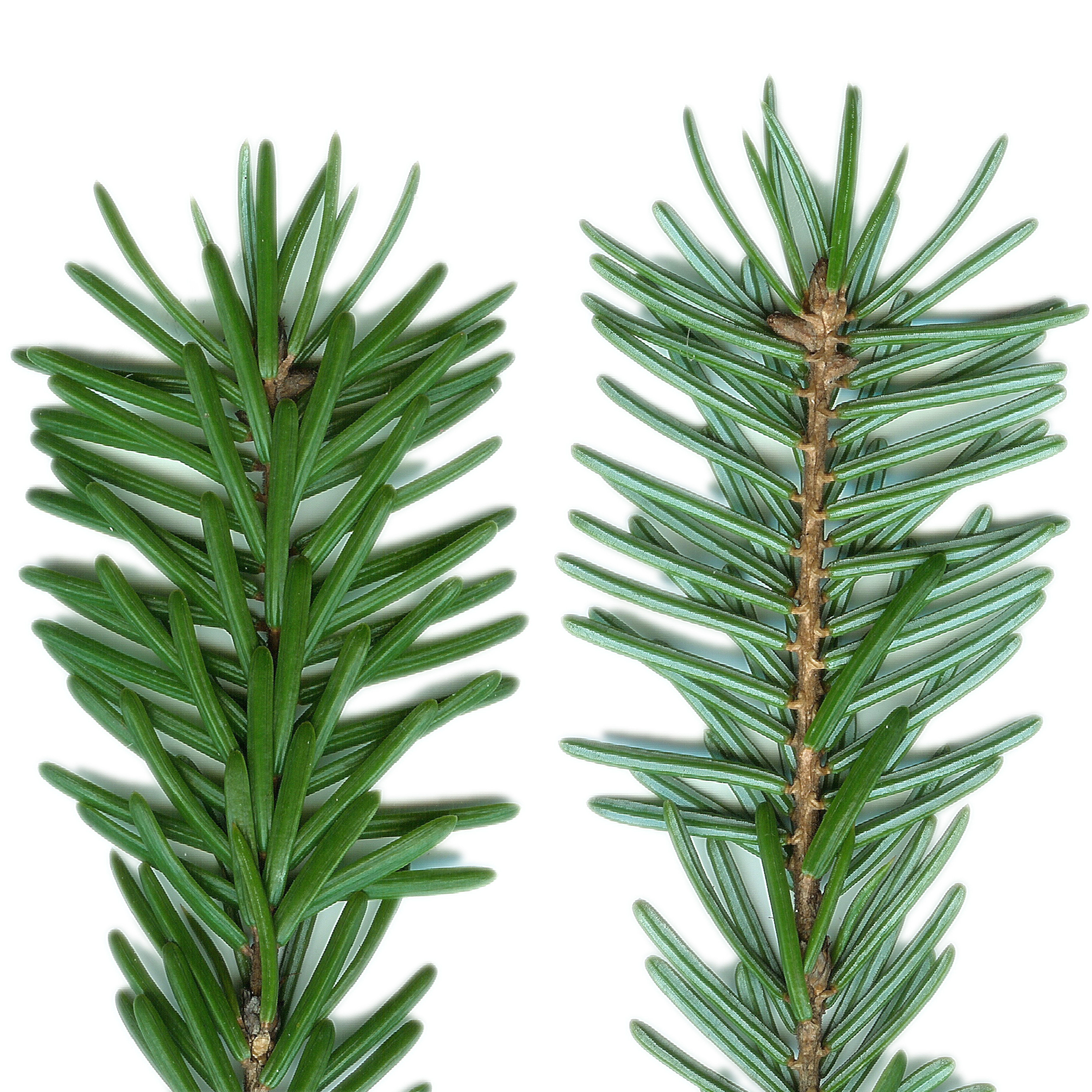
Liście

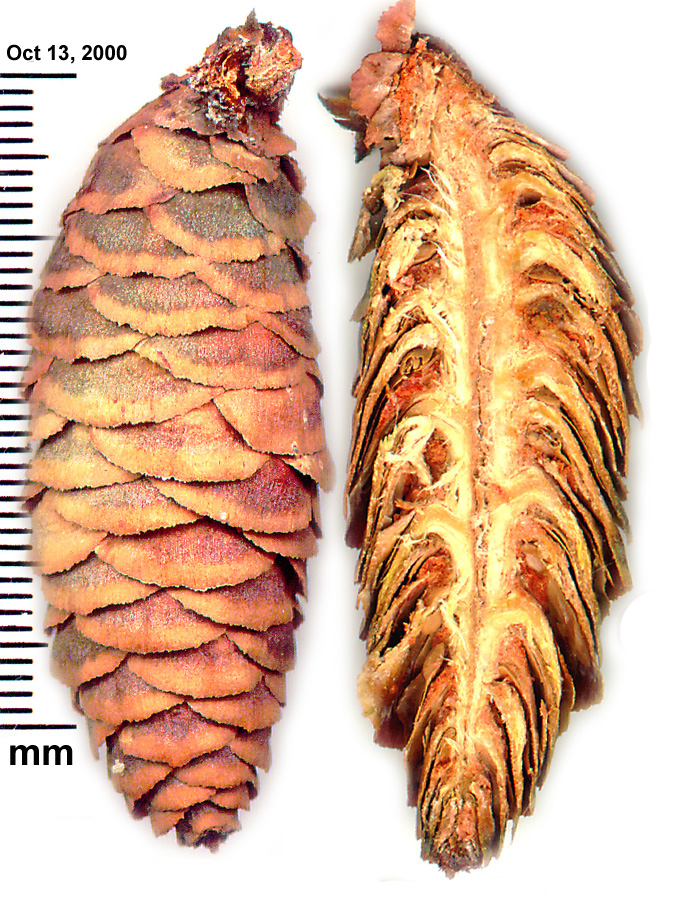
Szyszka

PokrójKorona stożkowata, ale bardzo wąska, prawie kolumnowa o spiczastym wierzchołku.
PieńOsiąga wysokość 25–30 m, wyjątkowo 40 m. Średnica pnia do 1 m. Kora pomarańczowobrązowa lub miedziana, spękana na nieregularne lub kwadratowe płaty.
LiścieKrótkie (10–20 mm), zaostrzone igły, wyraźnie spłaszczone, zielone z wierzchu z dwoma białymi paskami od spodu. Na młodych pędach ułożone równomiernie dookoła, na starszych gałęziach układają się w boczne rzędy. Utrzymują się na drzewie nawet do 10 lat.
KwiatyKwiaty żeńskie purpurowofioletowe, szyszeczkowate. Kwiaty męskie żółte, długości 2–2,5 cm, umiejscowione na delikatnych odgałęzieniach dolnych gałęzi.
SzyszkiDługości 4–7 cm, brązowe i osadzone na grubych, zgiętych szypułkach. Mają purpurowobrązowe zabarwienie.

## Biologia i ekologia
Drzewo jednopienne, wiatropylne. Kwitnie od kwietnia do maja. Szyszki dojrzewają w 6-7 miesiącu od zapylenia. Posiada niewielkie wymagania klimatyczne i glebowe. Rośnie w lasach górskich na glebach płytkich, stosunkowo suchych i ciepłych latem do 1800 m n.p.m. Tworzy lasy mieszane z bukiem, kasztanowcem, jodłą i sosną czarną. Wśród wszystkich dotychczas zbadanych gatunków świerk serbski jest uważany za jedną z form najbardziej odpornych na zanieczyszczenia przemysłowe, a szczególnie na kwaśne deszcze.

## Zastosowanie

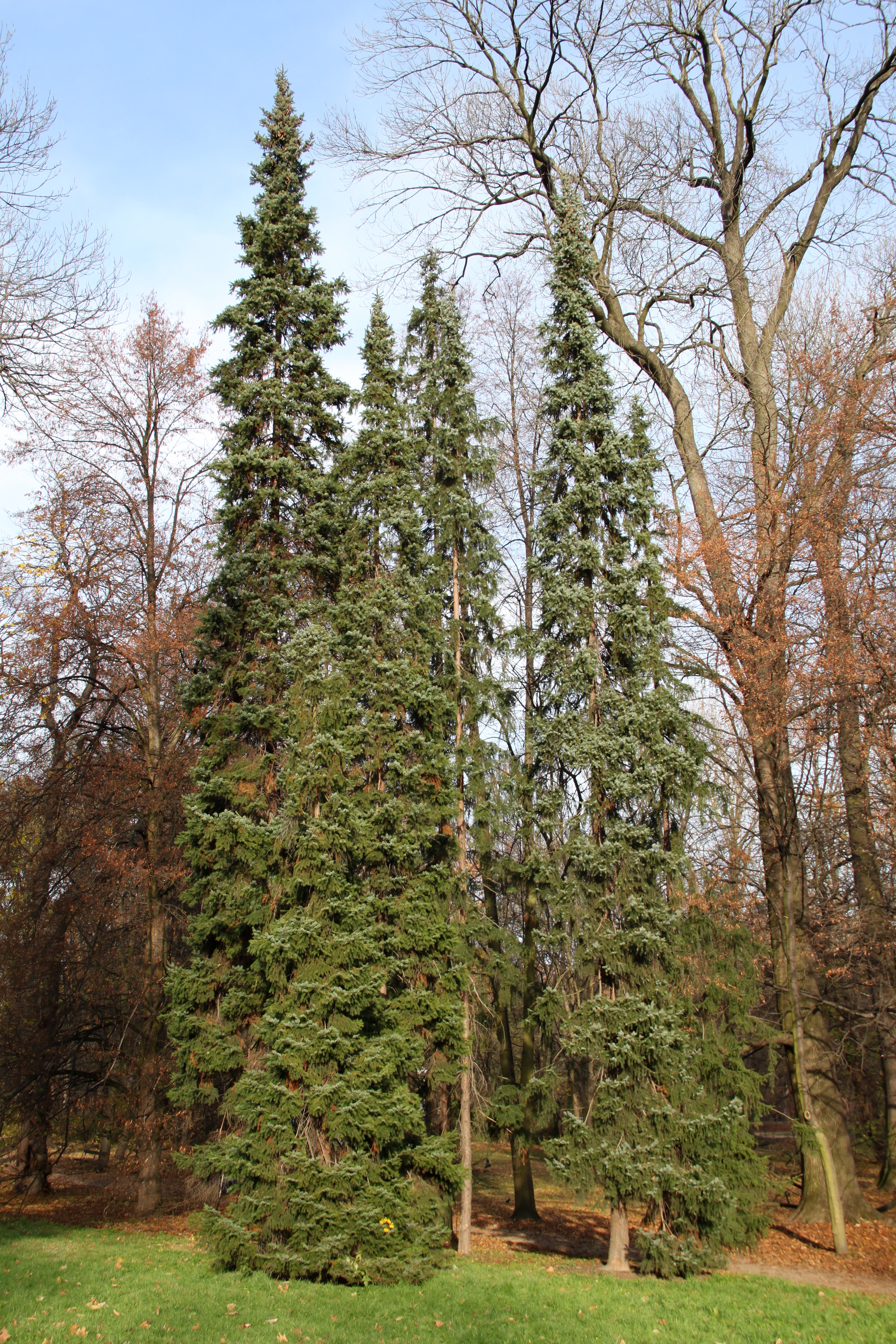
Okazy świerka serbskiego w warszawskich Łazienkach Królewskich

- Roślina ozdobna - chętnie sadzony w parkach i ogrodach na terenie Europy i Ameryki Północnej.
- Dawniej drewno wykorzystywano w ciesielstwie, jednak obecnie ze względu na niewielkie występowanie użycie drewna podlega ograniczeniom.

## Odmiany
- 'Aurea'
- 'Cinderella'
- 'Fröndenberg'
- 'Gnom'
- 'Kamenz'
- 'Karel'
- 'Karen'
- 'Kuck'
- 'Nana'
- 'Pendula'
- 'Pimoko'
- 'Pimpf'
- 'Schneverdingen'
- 'Treblitzsch'
- 'Tremonia'
- 'Zuckerhut' [9]